# Казенне підприємство
Казе́нне підприє́мство — юридична особа, створена державою як єдиним засновником. Майно юридичної особи цього виду належить не самій особі, а засновнику, тобто державі. Розпорядження основними фондами казенного підприємства можливо лише з дозволу органу, уповноваженого управляти відповідним державним майном.
В юридичній господарсько-правовій науці найповнішим є визначення казенного підприємства як унітарного підприємства, яке діє на базі відокремленої частини державної власності, що не підлягає приватизації, без поділу її на частки, створюється шляхом перетворення з державного підприємства (за наявності визначених законом умов) за рішенням Кабінету Міністрів України і входить до сфери управління органу, вповноваженого управляти відповідним державним майном